# Офіогомфус Цецилія
Офіогомфус Цецилія, офіогомфус рогатий (Ophiogomphus cecilia) — вид комах з родини Gomphidae.

## Морфологічні ознаки
Довжина тіла — 50-58 мм, черевце 37-39 мм, довжина заднього крила — 30-35 мм.
Забарвлення тіла оливково-зелена з чорними кільцями на черевці. Світлі частини тіла зелені (майже вся груди) або жовті. Край потилиці з двома виростами. Передній край крил інтенсивно-жовтого кольору, в основі задніх крил є трикутне жовта пляма. Ноги довгі, задні стегна у витягнутому стані досягають другого сегмента черевця.
Полові ознаки самця: нижній анальний придаток глибоко розколотий, самиці: генітальна пластинка невелика, з двома довгими тонкими виростами.
Личинка сіро-чорного кольору з жовтим малюнком. Пузата, хвостові нитки відсутні.

## Поширення
Від Центральної Азії до Європи, досягаючи Німеччини та Данії.
В Україні зареєстрований у Західному Лісостепу, Прикарпатті, Карпатах та в Закарпатській низовині. Дуже рідкісній вид, зустрічаються лише поодинокі особини.

## Особливості біології
Віддає перевагу річкові біотопи з піщаним або гравійним дном — переважно спокійні річки чи повільно поточні струмки, як позбавлені водної рослинності, так і не сильно густо зарослі. Бабки можуть відлітати відлітати на відстань до 500—800 м від місця виходу імаго. Дорослих особин можна побачити відпочиваючими на землі чи на рослинах. Реофіл. Літ імаго — в червні–липні, на півночі ареалу — включно серпень. Бабки мають власну мисливську ділянку, особливо її охороняють самці.

## Розмноження
Самиці після спарювання відкладають яйця на скупчення водних рослин або рослинні залишки. Цикл розвитку даного виду — 2 роки. Личинки зустрічаються в густій водній рослинності.

## Охорона
Ophiogomphus cecilia охороняється в Європі і занесена до Додатку ІІ Бернської конвенції (охоронна категорія: вид підлягає особливій охороні) та Директиви Європейського Союзу 92/43/ЄС «Про збереження природних оселищ та видів природної фауни і флори» (Додаток IV. Види рослин і тварин, що становлять особливий інтерес для Європейського Союзу, які потребують суворих заходів охорони).. Крім того, бабка занесена до Червоної книги України, Червоних книг Литви і Білорусі (IV категорія).
Загрози: зміна гідрологічного режиму річок, евтрофікація водойм внаслідок господарської діяльності людини. Заходи охорони: заповідання придатних для виду біотопів; виконання загальних вимог щодо охорони гідробіоценозів річок.